# The Diary of Anne Frank (peça)
The Diary of Anne Frank é uma peça de teatro estadunidense de 1955 escrita pelo dramaturgo Frances Goodrich e Albert Hackett baseada no Diário de Anne Frank. A obra estreou na Broadway em outubro de 1955 e foi levada a Amsterdã em 27 de novembro de 1956.
Venceu o Tony Award de melhor peça de teatro.